# Erlands Point-Kitsap Lake
Erlands Point-Kitsap Lake é uma Região censo-designada localizada no estado norte-americano de Washington, no Condado de Kitsap.

## Demografia
Segundo o censo norte-americano de 2000, a sua população era de 2723 habitantes.

## Geografia
De acordo com o United States Census Bureau tem uma área de
6,0 km², dos quais 4,6 km² cobertos por terra e 1,4 km² cobertos por água.

## Localidades na vizinhança
O diagrama seguinte representa as localidades num raio de 12 km ao redor de Erlands Point-Kitsap Lake.